# Joe Dickson (cầu thủ bóng đá)
Joe Dickson (31 tháng 1 năm 1934 – 1990) là một cầu thủ bóng đá người Anh thi đấu cho Liverpool.